# 다니엘 콜린드레스
다니엘 콜린드레스 솔레라(스페인어: Daniel Colindres Solera, 1985년 1월 10일 ~ )는 코스타리카의 프로 축구 선수로, 공격수로서 코스타리카 프리메라 디비시온의 클럽 푼타레나스에서 뛰고 있다.
그는 주로 왼쪽 측면에서 윙어로 뛰며, 때때로 중앙 공격수로도 기용된다. 그의 특징은 빠른 속도, 드리블 능력, 오른발 사용 능력, 그리고 도움을 제공할 수 있는 경기장 내 시야이다.

## 구단 경력
콜린드레스는 사프리사 유소년 팀을 거쳐 2010년 1군에서 데뷔하였다. 사프리사에서 세 경기에 출전한 뒤, 그는 과필레스에 임대되었고, 과필레스에서 43경기에 나서 9골을 기록하였다. 2012년 사프리사로 복귀한 그는 두 번째 기간 동안 32경기에 출전해 5골을 넣었다. 이후 2013년 1월, 6개월 임대로 푼타레나스로 이적하였으며, 푼타레나스에서 20경기에 나서 7골을 기록하였다. 사프리사로 돌아온 뒤에는 팀의 중요한 공격 자원으로 자리매김했으며, 주로 윙어로 활약하면서 빠른 발과 플레이메이킹 능력으로 주목받았다. 그는 사프리사에서 뛰는 동안 팀의 국내 리그 5회 우승에 기여하였다.
2018년 9월 13일, 콜린드레스는 처음으로 해외에 진출해 방글라데시 클럽 바슌드하라 킹스와 9개월 계약을 맺었으며, 방글라데시에서 뛰는 첫 번째 코스타리카 월드컵 참가 선수가 되었다.
2021년 9월 25일, 그는 방글라데시 프리미어리그로 복귀하여 이번에는 아바하니 리미티드 다카에 합류하였다.

## 국가대표팀 경력
다니엘이 프로 무대로 전향한 뒤, 그는 2011년 9월 2일, 미국과의 친선 경기에 나서는 코스타리카 국가대표팀 명단에 포함되었다. 경기는 캘리포니아주 카슨의 스텁허브 센터에서 15,798명의 관중 앞에서 열렸다. 콜린드레스는 감독 로날드 곤살레스의 지휘 아래 후반 시작과 함께 호수에 마르티네스를 대신해 교체 투입되며 성인 국가대표팀 데뷔 전을 치렀다. 동료 로드니 월리스의 골로 코스타리카는 1–0 승리를 거두었다. 나흘 뒤, 국가대표팀은 에콰도르를 상대하기 위해 에스타디오 올림피코 아타우알파를 방문했으며, 다니엘은 61분간 출전해 0–4 패배를 경험했다.
2018년 5월, 그는 러시아에서 열린 2018년 FIFA 월드컵에 출전할 코스타리카 국가대표팀 23인 명단에 포함되었다.